# Achatnahalli, Kolar
Achatnahalli là một làng thuộc tehsil Kolar, huyện Kolar, bang Karnataka, Ấn Độ.